# Theodorik
De mannennaam Theodorik, soms gespeld als Theoderik, is afgeleid van het Gotische Thiudareiks (Þiuda-reiks), 'Volks-koning'. Het Nederlandse equivalent is Diederik. In het Duits is het Dietrich en in het Frans Thierry. In oude teksten komen ook vormen Theoderic(h), Theodoric(h), Theuderic(h) en Theuderec voor.
De naam is niet verwant met Theodoor, want dat is een afkorting van Theodorus, afgeleid uit het Grieks voor Godsgeschenk.

## Bekende personen

### Gotischekoningen en generaals
- Theodorik I (? - 451), koning van de Visigoten van 418 tot 451
- Theodorik II (? - 466), koning van de Visigoten van 453 tot 466, zoon van Theodorik I
- Theodorik de Oudere, bijgenaamd Strabo (de Schele), (? - 481), koning van de Ostrogoten in Thracië en Byzantijnse magister militum (opperbevelhebber) tussen 473 en 481
- Theodorik de Grote (ca. 454 - 30 augustus 526), koning van de Ostrogoten van 474 tot 526

### Leden van hetMerovingischevorstenhuis, dat heerste over hetFrankische Rijk
- Theuderik I (ca. 485 - 533), Frankische koning van Austrasië van 511 tot 533, zoon van Clovis
- Theuderik II (587 - 613), koning van Bourgondië van 595 tot 613; koning van Austrasië van 612 tot 613
- Theuderik III (654 - 691), koning van Neustrië in 673 en van 675 tot 691; koning van Austrasië van 679 tot 691
- Theuderik IV (? - 737), koning van Austrasië, Neustrië en Bourgondië van 721 tot 737.
- Theuderik (V), zoon van de laatste Merovingische koning Childerik III

### EenAngelsekoning in het noordoosten van Engeland
- Theodric van Bernicia, koning van Bernicia van 572 tot 579

### Rooms-katholiekegeestelijken
- Theodorik (807-na 818), een zoon van Karel de Grote, die na diens dood in een klooster moest intreden
- Sint Theodorik (? - 5 augustus 862 of 863), bisschop van Cambrai van 831 tot 863
- Theodorik (? - 2 februari 880), bisschop van Minden, stierf als martelaar in een veldslag van de gekerstende Saksen tegen de Noormannen
- Theoderik, bisschop van Paderborn van 900 - 917
- Theodorik, abt van Mont Saint-Michel van 1051 tot 1055
- Theodoricus of Theoderik (? - 1102), tegenpaus van 9 september 1100 tot januari 1101
- Theodorik van Wied (ca. 1170 - 28 maart 1242), aartsbisschop en keurvorst van Trier van 1212 tot 1242
- Theodorik van Freiberg of Meister Dietrich (ca. 1250 – ca. 1310), Duitse dominicaan, theoloog en natuurkundige

### Personen uit de cultuurgeschiedenis
- Theodoricus Chartrensis, Thierry van Chartres of Thierry le Breton (ca. 1085 - ca. 1150), theoloog en filosoof in Chartres en Parijs
- Meester Theodorik of Diederik van Praag, was de hofschilder van keizer Karel IV.
- Theodoric of York, Medieval Barber was een terugkerende figuur in het satirische televisieprogramma Saturday Night Live, gespeeld door Steve Martin.

- Theoderik
- Theoderik I
- Theoderik II
- Theoderik de Grote
- Theoderik van Treyden
- Theoderik von Treyden

- Theodorik
- Theodorik I
- Theodorik II
- Theodorik de Grote
- Theodorik de Oudere